# RT–23 Mologyec
Az RT–23 Mologyec (NATO-kódja: SS–24 Scalpel) szovjet interkontinentális ballisztikus rakéta, melyet az 1980-as évek végére fejlesztettek ki és állítottak hadrendbe, a napjainkban is még szolgálatban álló UR–100N folyékony hajtóanyagú rakéták leváltására. A három fokozatú, szilárd hajtóanyagú, tolóerővektor-irányítású rakéta MIRV-fejrésze 10 darab 550 kilotonnás atomtöltetet tartalmaz. A rakéták egy részét hagyományos módon, rakétasilóba telepítették, másik részüket különleges vasúti szerelvények, a BZSRK-k hordozták, melyek mozgékonyságuk miatt jobban elrejthetők voltak. A BZSRK betűszó (БЖРК – Боевой Железнодорожный Ракетный Комплекс) a Katonai Vasúti Rakétakomplexum rövidítése.
A rakéta egy leszerelt példányának tubusa Kecelen, a Haditechnikai parkban van kiállítva.